# 稻田条件
稻田条件（日语：稲田条件）是宏观经济学中关于生产方程形状的假设。如果满足稻田条件，就在新古典经济增长模型中满足了经济增长稳定。
对于函数{\displaystyle f(x)}，六个条件是:
1. 函数 {\displaystyle f(x)} 在x为0时的值为0: {\displaystyle f(0)=0}
2. 函数连续可导,
3. 函数对任何自变量{\displaystyle x_{i}}都严格递增: {\displaystyle \partial f(x)/\partial x_{i}>0},
4. 函数的一阶导数对自变量{\displaystyle x_{i}}严格递减 (也就是说函数是凹函数): {\displaystyle \partial ^{2}f(x)/\partial x_{i}^{2}<0},
5. 一阶导函数在任一自变量{\displaystyle x_{i}}趋于0时极限为正无穷大：{\displaystyle \lim _{x_{i}\to 0}\partial f(x)/\partial x_{i}=+\infty },
6. 一阶导函数在任一自变量{\displaystyle x_{i}}趋于正无穷大时极限为0：{\displaystyle \lim _{x_{i}\to +\infty }\partial f(x)/\partial x_{i}=0}

可以证明稻田条件决定了生产方程一定渐进于柯布-道格拉斯生产函数。这一假设以根据日本经济学家稻田献一命名。